# Phymorhynchus carinatus
Phymorhynchus carinatus é uma espécie de gastrópode do gênero Phymorhynchus, pertencente a família Raphitomidae.